# Schaalverdeling
Een schaalverdeling is een opeenvolging van deelstreepjes op een afleesoppervlak. De verdeling van de streepjes kan, afhankelijk van de omstandigheden, gelijkmatig of ongelijkmatig zijn. Het doel van de schaalverdeling is om met behulp van een aanwijsmiddel de waarde van een meestal natuurkundige grootheid weer te geven. Op technische apparaten wordt de schaalverdeling gewoonlijk aangevuld met getallen en een eenheid, waardoor de weergegeven waarde afgelezen kan worden. Op andere terreinen kunnen op verschillende plaatsen tekstuele verduidelijkingen staan.
Voor de opbouw van schaalverdelingen met streepjes bestaan normvoorschriften.

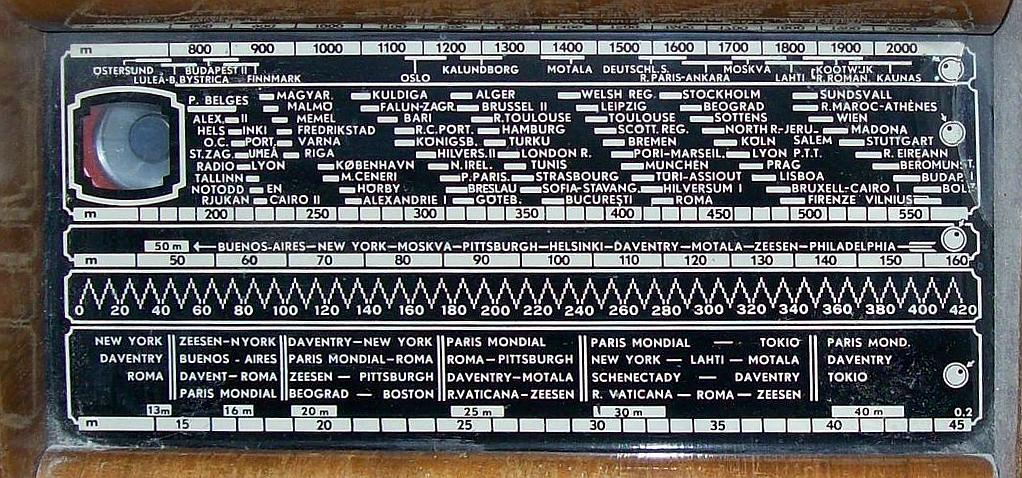
Schaalverdeling van een radio-ontvanger

In de meettechniek is het alternatief voor een aanwijzing door middel van een schaalverdeling een digitaal display.

## Principes

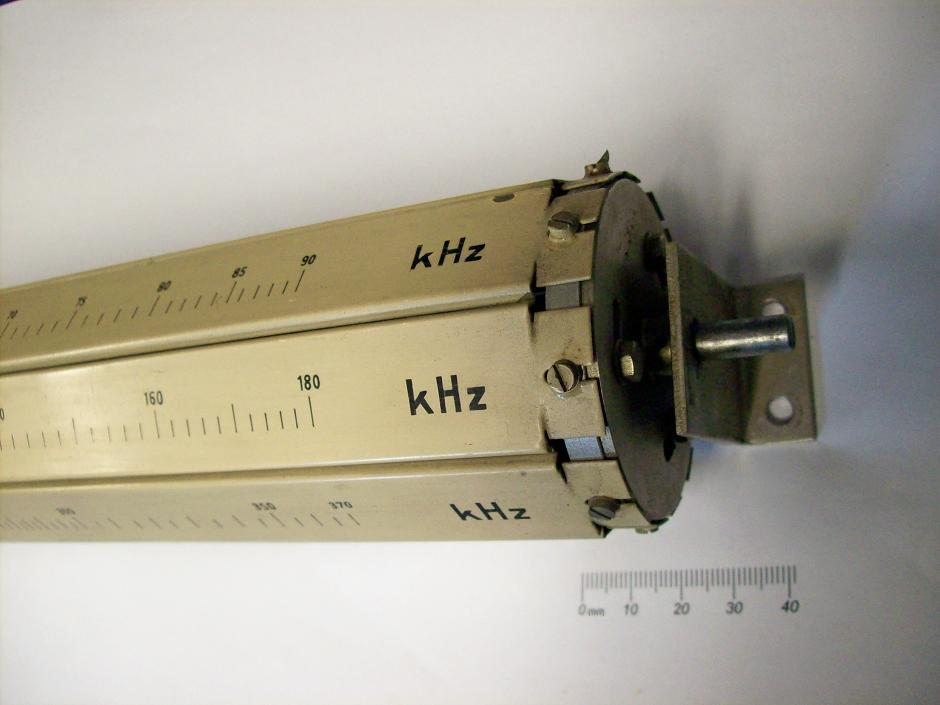
Revolverschaal van een ouderwetse meetzender

In de analoge techniek zijn schaalverdelingen van fundamenteel belang voor het kwantitatief weergeven van grootheden. Zo kan men van een ketel op basis van de stand van een wijze wel zeggen dat hij „bijna vol” is, maar om te zeggen dat hij voor „92% gevuld” is, is een schaalverdeling onmisbaar. Bij het meten door middel van een analoog weergevend meetproces wordt de te meten grootheid bijna altijd getransformeerd tot een lengte of een hoek. Samen met de schaalverdeling kan degene die afleest daaruit een getalwaarde of meetwaarde (= getal maal eenheid) bepalen.
Een schaalverdeling is in principe continu, dat wil zeggen traploos. Zo kan bijvoorbeeld bij het meten van iemands lengte de gemeten waarde ergens tussen 1,76 m en 1,77 m in liggen. In principe kan bij een traploze uitlezen een willekeurig aantal cijfers worden opgegeven. Maar of er nog meer cijfers kunnen worden opgegeven, hangt af van de meetnauwkeurigheid. In dit voorbeeld zullen, alleen al vanwege de beperking van aflezing op ca. 1 mm, nauwkeuriger waarden dan op 0,001 m niet verantwoord zijn. Zie hiervoor ook de artikelen Nauwkeurigheid en precisie en Significant cijfer.
Bij de gebruikelijke stationsklokken met een minutenwijzer, maar zonder secondenwijzer wordt de nauwkeurigheid reeds beperkt door de sprongsgewijze beweging van de minutenwijzer.

## Praktische uitvoering van schaalverdelingen

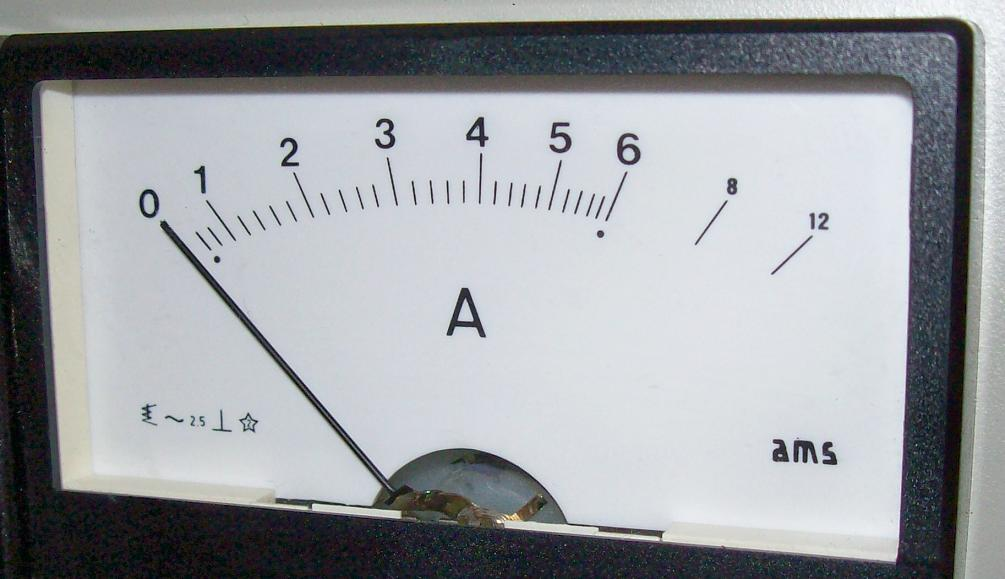
Draaispoelmeter met een deels opgerekte schaalverdeling.
Meetbereik 0,6...6 A
Weergavebereik 0...12 A

Schalen hebben een schaalindeling die afgestemd is op de afleesbaarheid en de vereiste resp. haalbare nauwkeurigheid. Voor een gemakkelijker aflezing kunnen de streepjes verschillende lengtes en/of breedtes hebben en van cijfers worden voorzien. Meestal staat er ook een eenheid bij. Meetwaarden, die veelal traploos tussen de streepjes liggen, kunnen worden geschat teneinde binnen de meetnauwkeurigheid reële getallen of meetwaarden opgeven. Schalen van elektrische meetinstrumenten dienen voorts een symbool voor het type meetinstrument, een teken voor de nauwkeurigheidklasse en verdere voor het gebruik van belang zijnde gegevens te bevatten. In bepaalde gevallen moeten meetbereik en weergavebereik verschillend worden gekenmerkt, zoals in nevenstaand voorbeeld met stippen in plaats van cijfers buiten het meetbereik. Nauwkeurigheidsopgaven van de fabrikant gelden alleen binnen het meetbereik.

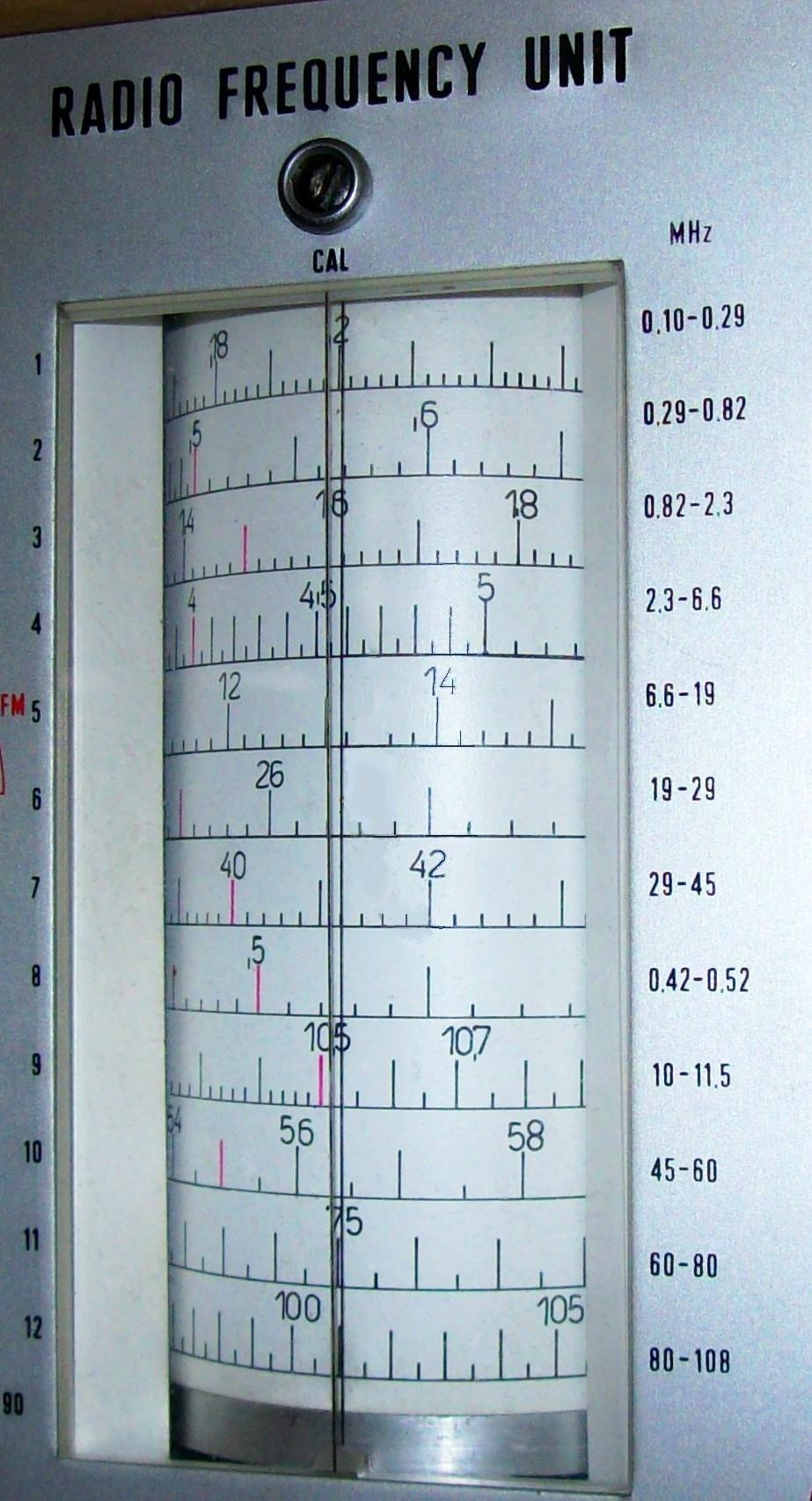
Trommelschaal

Als afleesmarkering dient bijvoorbeeld een mechanisch verplaatste wijzer (zoals bij een analoge multimeter), een lichtstraal (zoals bij de spiegelgalvanometer), een balk (bij de vloeistofthermometer), een lichtpunt (bij de oscilloscoop), of de noniusverdeling bij het beweegbare deel van een schuifmaat.
In plaats van een beweegbare markering voor een vaste schaal, kan ook de schaal beweegbaar zijn ten opzichte van een vaste markering. De schaal bestaat dan bijvoorbeeld uit een bedrukte strook, een schijf, of een van markeringen voorzien transparant oppervlak dat op een matglas wordt geprojecteerd (projectieschaal, bijvoorbeeld op oudere laboratoriumbalansen en sommige buizenradio’s).
Veel apparaten, zoals radio-ontvangers, frequentiegeneratoren, analoge multimeters, hebben meervoudige schaalverdelingen, waarbij bijvoorbeeld per meetbereik of frequentieband de juiste schaalverdeling gekozen moet worden. Zij kunnen mechanisch omschakelbaar zijn (bijvoorbeeld met een revolverschaal, waarbij alleen de op dat moment geldige schaal zichtbaar is), of door middel van een lampje worden gemarkeerd.
Schaalverdelingen kunnen lineair, kwadratisch, logaritmisch of anderszins verdeeld zijn. Logaritmische schalen worden apart behandeld in het artikel Logaritmische schaal. Afwijkende schaalverdelingen bieden bijvoorbeeld de mogelijkheid om interessante deelbereiken te accentueren door middel van een meer uitgerekte schaalverhouding, of om te corrigeren voor niet-liniariteiten van het te meten systeem. Zo kunnen bij draaispoelmeters interessante deelbereiken worden opgerekt door een aangepaste constructie van het meetsysteem; de schaalverdeling wordt overeenkomstig opgerekt.

## Nauwkeurigheid
De nauwkeurigheid van een meetinstrument is gedefinieerd als de mate waarin de weergegeven waarde overeenstemt met de werkelijke waarde. De nauwkeurigheid is dus een zuiver kwalitieve grootheid, omdat bij een kwantitatieve opgave voor een hogere nauwkeurigheid een hoge waarde opgegeven zou moeten worden, wat niet gebruikelijk is. Voor een kwantitatieve opgave zijn de overeengekomen of toelaatbare foutmarges geschikt. Instrumenten met een hoge nauwkeurigheid hebben kleinere foutmarges. Bij elektrische meetinstrumenten met een schaalverdeling worden deze foutmarges door middel van een klasseteken aangegeven. Bij een instrument van klasse 1,5 bedraagt de foutmarge in het ongunstigste geval 1,5% van de eindwaarde van het meetbereik. Deze marge geldt zowel voor positieve als voor negatieve meetwaarden.

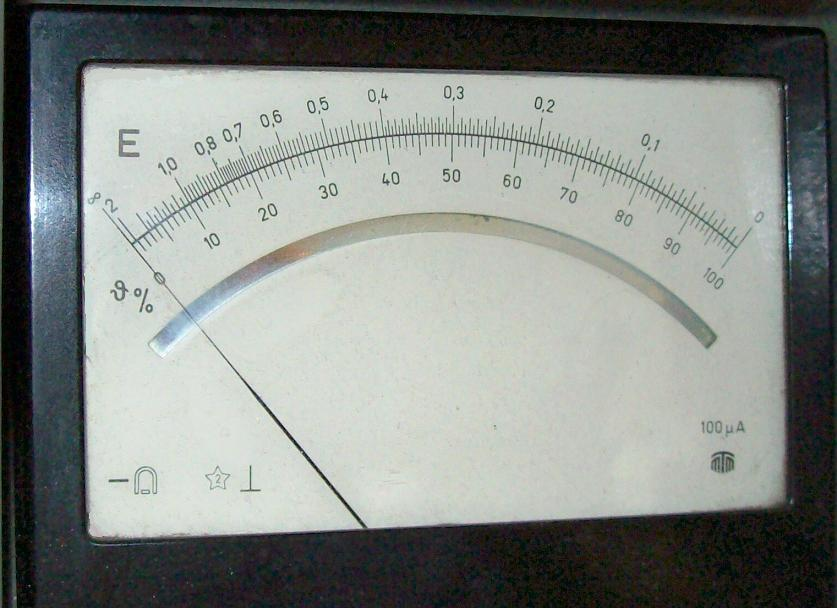
Spiegelschaal; de spiegel helpt bij het verticaal aflezen

De afwijking ten gevolge van onvermijdelijke afleesonnauwkeurigheden is inbegrepen in de foutmarges en moet dus duidelijk kleiner zijn dan deze foutmarges. Om afleesfouten tot het onvermijdelijke minimum te beperken, is vooral een aflezing loodrecht ten opzichte van de schaal vereist, evenals een dunne wijzer. De beperking van de onnauwkeurigheid wordt bevorderd door verschillende maatregelen:
- Bij een spiegelschaal (zie afbeelding) ligt er achter de schaalverdeling een spiegel; men leest loodrecht af wanneer de wijzer precies boven zijn spiegelbeeld zit.
- Door een „meswijzer”, waarvan het uiteinde in een verticaal vlak ligt; men leest loodrecht af wanneer het wijzeruiteinde zo dun mogelijk lijkt.
- Bij een schuifmaat helpt de nonius bij het loodrecht aflezen.
- Door een extra meelopende schaalverdeling met een fijnere resolutie.